# Erica Jong
Erica Jong (Nueva York, Estados Unidos, 26 de marzo de 1942) es una escritora de best sellers estadounidense.

## Biografía
Hija de Seymour Mann (nombre original Samuel Weisman), un músico judío polaco, y su mujer, Eda Mirsky, pintora y diseñadora textil, también judía, cuya familia emigró a Estados Unidos desde Rusia, Erica Jong creció en Nueva York. Tras terminar sus estudios de literatura inglesa en la Universidad de Columbia, enseñó en varias universidades de EE. UU., Austria e Israel. 
Aunque ya había publicado poesía anteriormente (1971), se dio a conocer en 1973 con su primera novela, Miedo a volar, un clásico del erotismo femenino.[cita requerida]

## Obras

### Ficción
- Fear of Flying (1973)
- How to Save Your Own Life (1977)
- Fanny, Being the True History of the Adventures of Fanny Hackabout-Jones (1980)
- Megan's Book of Divorce (1984)
- Megan's Two Houses (1984)
- Parachutes & Kisses (1984)
- Shylock's Daughter (título original Serenissima) (1987)
- Any Woman's Blues (1990)
- Inventing Memory (1997)
- Sappho's Leap (2003)
- Fear of Dying (2015)

### Poesía
- Fruits & Vegetables (1971, 1997)
- Half-Lives (1973)
- Loveroot (1975)
- At the Edge of the Body (1979)
- Ordinary Miracles (1983)
- Becoming Light: New and Selected (1991)
- Love Comes First (2009)

### No ficción
- Witches (1981, 1997, 1999)
- The Devil at Large: Erica Jong on Henry Miller (1993)
- Fear of Fifty: A Memoir (1994)
- What Do Women Want? Bread Roses Sex Power (1998)
- Seducing the Demon: Writing for My Life (2006)
- "My Dirty Secret", ensayo publicado en Bad Girls: 26 Writers Misbehave (2007)
- It Was Eight Years Ago Today (But It  Seems Like Eighty) (2008)
- Sugar In My Bowl: Real Women Write About Real Sex (editora) (2011)

## Sitio web
- Erica Jong

- Datos: Q236950
- Multimedia: Erica Jong / Q236950
- Citas célebres: Erica Jong